# أليكس راندولف
أليكس راندولف (بالإنجليزية: Alex Randolph)‏ هو مخترِع أمريكي، ولد في 4 مايو 1922 في أريزونا في الولايات المتحدة، وتوفي في 28 أبريل 2004 في البندقية في إيطاليا.